# Allsvenskan de 2004
A Primeira Divisão do Campeonato Sueco de Futebol da temporada 2004, denominada oficialmente de Allsvenskan 2004, foi a 80º edição da principal divisão do futebol sueco. O campeão foi o Malmö FF que conquistou seu 15º título nacional e se classificou para a Liga dos Campeões da UEFA de 2005-06.

## Premiação
| Allsvenskan 2004              |
| Sweden                        |
| ----------------------------- |
| MALMÖ FF Campeão (15º título) |